# 埃内斯特·德勒
埃内斯特·德勒（法語：Ernest Deleu，？—？），比利时男子竞技体操运动员。他曾参加1920年在安特卫普举行的夏季奥运会，结果在男子团体瑞典式项目上获得银牌。